# SN 2004ay
SN 2004ay – supernowa typu IIn odkryta 23 marca 2004 roku w galaktyce UGC 11255. W momencie odkrycia miała maksymalną jasność 18,10m.